# Bahnhof Neuötting

Der Bahnhof Neuötting ist eine Betriebsstelle der Bahnstrecke München–Simbach. Er liegt im Ortsteil Eisenfelden der oberbayerischen Gemeinde Winhöring nördlich der Stadt Neuötting. Die Königlich Bayerischen Staatseisenbahnen nahmen den Bahnhof 1871 in Betrieb. Von 1906 bis 1930 war er Ausgangspunkt einer Dampfstraßenbahn nach Altötting. 1980 wurde der Bahnhof zur Haltestelle und 2015 zum Haltepunkt zurückgebaut. Das Empfangsgebäude von 1871 steht unter Denkmalschutz.

## Lage
Der Bahnhof Neuötting liegt auf dem Gemeindegebiet von Winhöring am nördlichen Ortsrand von Eisenfelden. Die Altstadt von Neuötting befindet sich etwa zwei Kilometer entfernt auf der anderen Seite des Inns, der einen Kilometer südlich der Station verläuft. Im Osten der Station quert die Reischacher Straße, die ehemalige Staatsstraße nach Eggenfelden, mit einem Bahnübergang das Streckengleis. Südwestlich der Station liegt der Winhöringer Ortsteil Unterau, nordwestlich der Ortsteil Burg.
Der Haltepunkt liegt an Streckenkilometer 87,780 der eingleisigen und nicht elektrifizierten Hauptbahn von München Ost über Mühldorf nach Simbach (Streckennummer 5600). Auf dem Bahnhofsvorplatz begann die meterspurige Dampfstraßenbahn, die über die Neuöttinger Altstadt zum Kapellplatz in Altötting führte.

## Geschichte

### Errichtung und erste Betriebsjahre
Im Zuge der Planungen für die Hauptbahn München–Simbach setzte sich das Ratsgremium der Marktgemeinde Altötting in einem Gesuch vom 25. Februar 1865 für eine Streckenführung zwischen Alt- und Neuötting mit einem gemeinsamen Bahnhof ein. Da diese Trasse zwei zusätzliche Brücken über den Inn erfordert hätte, entschied sich die Generaldirektion der königlich bayerischen Verkehrsanstalten für eine nördlich des Inns verlaufende Streckenführung. Damit entstand der Bahnhof von Neuötting abseits beider Orte im kleinen Dorf Eisenfelden. Aufgrund des hohen erwarteten Fahrgastaufkommens im Wallfahrtsverkehr nach Altötting plante die Generaldirektion für den Bahnhof Neuötting in ihrem Hochbauprogramm von 1868 groß ausgelegte Bahnsteige und Hochbauten. Für die Errichtung der Stationsanlagen veranschlagte sie im September 1869 Baukosten von 54.220 Gulden. Im Zuge des Bahnbaus wurde südlich der Station ein Altwasser der Isen nach Süden verlegt, um die Staatsstraße Neuötting–Eggenfelden auf seinem bisherigen Bett über den neuen Bahnhofsvorplatz führen zu können.
Bei ihrer Eröffnung am 1. Mai 1871 war die Station Neuötting vorläufiger Endbahnhof der aus München kommenden Strecke, da sich die Fertigstellung des Streckenabschnittes Neuötting–Simbach verzögerte. Für den vorläufigen Betrieb statteten die Bayerischen Staatseisenbahnen den Bahnhof vorübergehend mit einem hölzernen Lokschuppen und einer Drehscheibe aus, die zuvor im Bahnhof Haidhausen verwendet worden waren. Da das Empfangsgebäude noch nicht fertiggestellt war, wurden die Diensträume zunächst in der Bauhütte am östlichen Bahnhofsende untergebracht. Am 1. Juni 1871 nahmen die Bayerischen Staatseisenbahnen den letzten Abschnitt der Strecke in Betrieb, sodass Neuötting zum Zwischenbahnhof wurde.

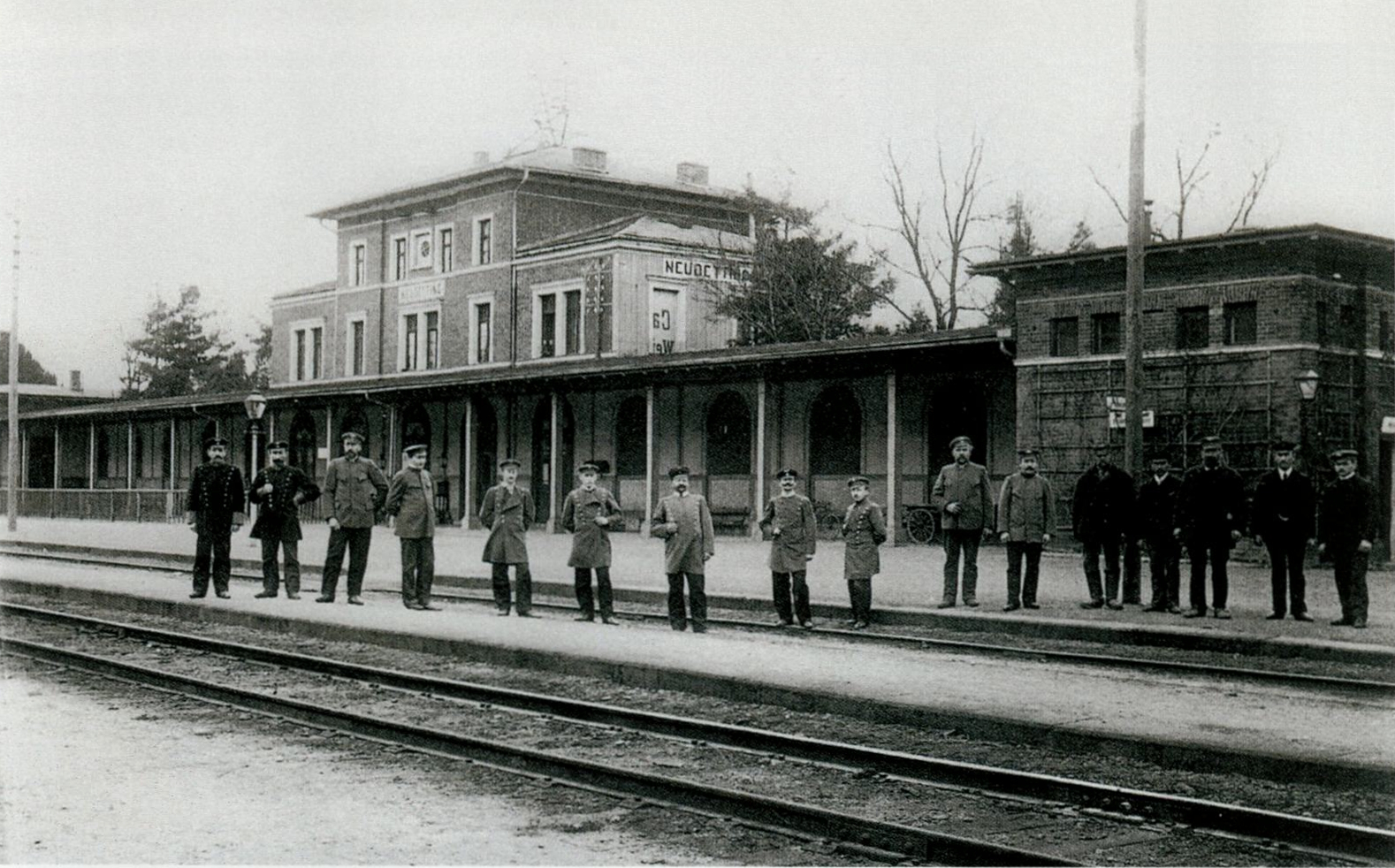
Empfangsgebäude mit Stationspersonal (1902)

Als Expedition I. Classe mit Postdienst und Wasserstation war der Bahnhof mit einem dreigeschossigen Empfangsgebäude, einem Güterschuppen, einem Wasserhaus und zwei Wechselwärterhäusern an den Einfahrweichen ausgestattet. Zudem war er Sitz einer Bahnmeisterei. Die Gleisanlagen bestanden aus drei Hauptgleisen mit zwei Bahnsteigen und einer Ortsgüteranlage im Westen der Station.
Der Bahnhof war von Beginn an von großer Bedeutung im Personen- und Güterverkehr. Mit 38.185 verkauften Fahrkarten war er im Betriebsjahr 1884 nach dem Bahnhof Mühldorf die Zwischenstation mit dem zweitgrößten Personenverkehrsaufkommen der Strecke; im Güterverkehr hatte er das größte Aufkommen aller Zwischenstationen. 1889 erhielt der Bahnhof daher ein zweites Ladegleis. Ab 1897 war er als Station II. Klasse mit Postdienst eingestuft. Nach der Eröffnung der Lokalbahn Mühldorf–Burghausen mit einem eigenen Bahnhof in Altötting 1897 ging das Verkehrsaufkommen deutlich zurück. Die Zahl der verkauften Fahrkarten sank von 40.579 im Betriebsjahr 1896 auf 30.280 im Betriebsjahr 1899.
1900 statteten die Bayerischen Staatseisenbahnen den Bahnhof zur Zentralisierung der Weichen- und Signalbedienung mit mechanischen Stellwerken der Bauart Krauss aus und bauten die Güterverkehrsanlagen weiter aus. Zwischen den Hauptgleisen und dem Ortsgütergleis entstand ein zusätzliches Abstellgleis. Die Laderampe wurde zum Güterschuppen verlegt und an ihrer bisherigen Stelle ein Freiladegleis eingerichtet.

### Dampfstraßenbahn und Rückbau

Dampfstraßenbahn vor dem Empfangsgebäude, rechts die Bahnhofsrestauration (um 1906)

1905 begannen die Bayerischen Staatseisenbahnen mit der Errichtung einer meterspurigen Dampfstraßenbahn vom Bahnhof Neuötting nach Altötting; am 16. August 1906 nahmen sie die Strecke in Betrieb. Die Straßenbahnhaltestelle mit Umfahrgleis befand sich auf dem Vorplatz vor dem Empfangsgebäude, die Schmalspurgleise endeten am Güterschuppen des Bahnhofs. Zur Unterscheidung von den Straßenbahnhaltestellen im Neuöttinger Stadtgebiet benannten die Bayerischen Staatseisenbahnen den Bahnhof Neuötting mit Inbetriebnahme der Straßenbahn in Neuötting Bahnhof um.
Am 1. April 1930 stellte die Deutsche Reichsbahn den Betrieb der Dampfstraßenbahn ein, sodass der Bahnhof seine Umsteigefunktion verlor. Zum 15. Mai 1930 erhielt er wieder den Namen Neuötting. Die schmalspurigen Gleisanlagen vor dem Bahnhof wurden kurz darauf zurückgebaut.
Infolge des Verkehrsrückgangs auf dem Streckenabschnitt Mühldorf–Simbach wandelte die Deutsche Bundesbahn den Bahnhof Neuötting zum 1. Februar 1980 in eine unbesetzte Halte- und Ausweichanschlussstelle (Awanst Hstu) um. Im Zuge dessen baute sie die Ausweichgleise und die meisten Nebengleise zurück und stellte den bis dahin vom Bahnhof aus bedienten Bahnübergang der Reischacher Straße auf eine zugbediente Anlage um. Auf beiden Seiten der Haltestelle stellte die Deutsche Bundesbahn selbsttätige Blocksignale auf. In der Folge wurden die Hochbauten bis auf das Empfangsgebäude und den Güterschuppen abgebrochen.
Im April 2015 baute die DB RegioNetz Infrastruktur den verbliebenen Gleisanschluss zu einem Lagerhaus nördlich des Streckengleises zurück, sodass die Haltestelle Neuötting zum Haltepunkt wurde.

## Aufbau

### Empfangsgebäude

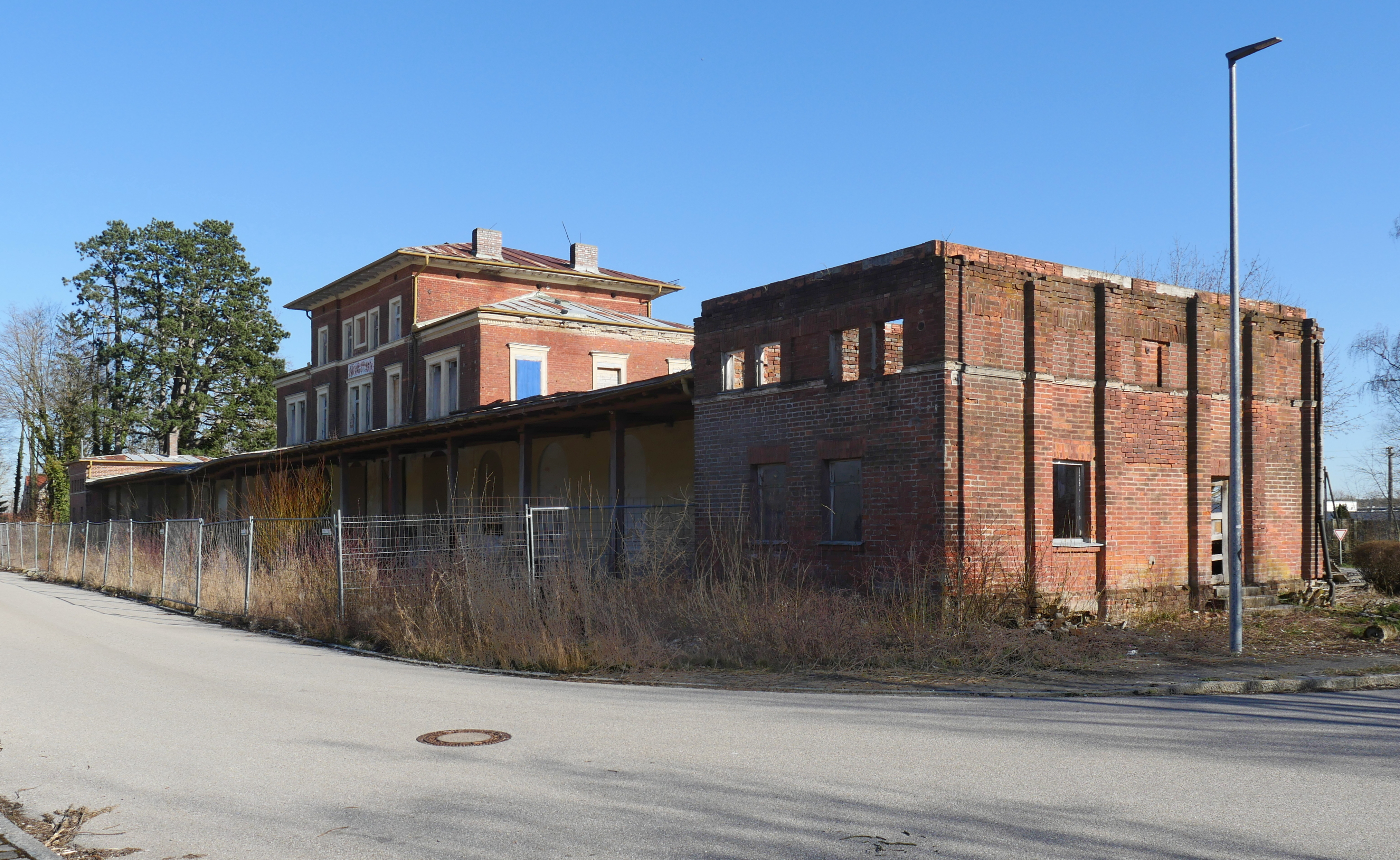
Empfangsgebäude von der Gleisseite (2020)

Das Empfangsgebäude mit der Adresse Am Bahnhof 5 ist ein langgestreckter, symmetrisch angelegter Backsteinbau in Sichtziegelbauweise, der architektonisch deutlich von den übrigen Stationsgebäuden der Bahnstrecke München–Simbach abweicht. Es besteht aus einem dreigeschossigen Mittelbau mit flachem vorstehenden Walmdach, an den auf beiden Seiten zweigeschossige Seitenflügel anschließen. Auf der Gleisseite des Gebäudes ist eine 70 Meter lange halboffene Vorhalle mit Pultdach angebaut, die auf beiden Seiten über den Hauptbau hinausreicht. Zur Straße wird die Vorhalle durch an das Hauptgebäude angefügte Rundbogenmauern  begrenzt; auf der offenen Gleisseite ist das Pultdach auf 16 vorgelagerte Säulen gestützt. An beiden Enden wird die Vorhalle durch eingeschossige Nebengebäude mit flachen Walmdächern abgeschlossen, in denen sich die Aborte befanden. Das Hauptgebäude weist auf der Gleisseite fünf und auf der Straßenseite drei Rundbogentüren auf. Die Türen und Fenster sind mit Sandsteinlaibungen umfasst; zudem sind die Fassaden durch Seitenrisalite und Gesimse gegliedert. Später erhielt der Hauptbau auf der Westseite noch einen eingeschossigen Anbau.
Bei der Eröffnung waren im Erdgeschoss des Mittelbaus ein Vorraum, ein Wartesaal erster und zweiter Klasse, das Büro des Stationsvorstands und ein Zimmer für den Stationsdiener untergebracht, während der Westflügel den Wartesaal dritter Klasse und der Ostflügel den Dienstraum (Expedition) enthielt. In den Obergeschossen befanden sich Dienstwohnungen für das Bahnpersonal. Das Empfangsgebäude steht seit 1980 leer und ist stark verfallen. Es ist unter der Aktennummer D-1-71-137-27 als Baudenkmal verzeichnet.

### Gleisanlagen

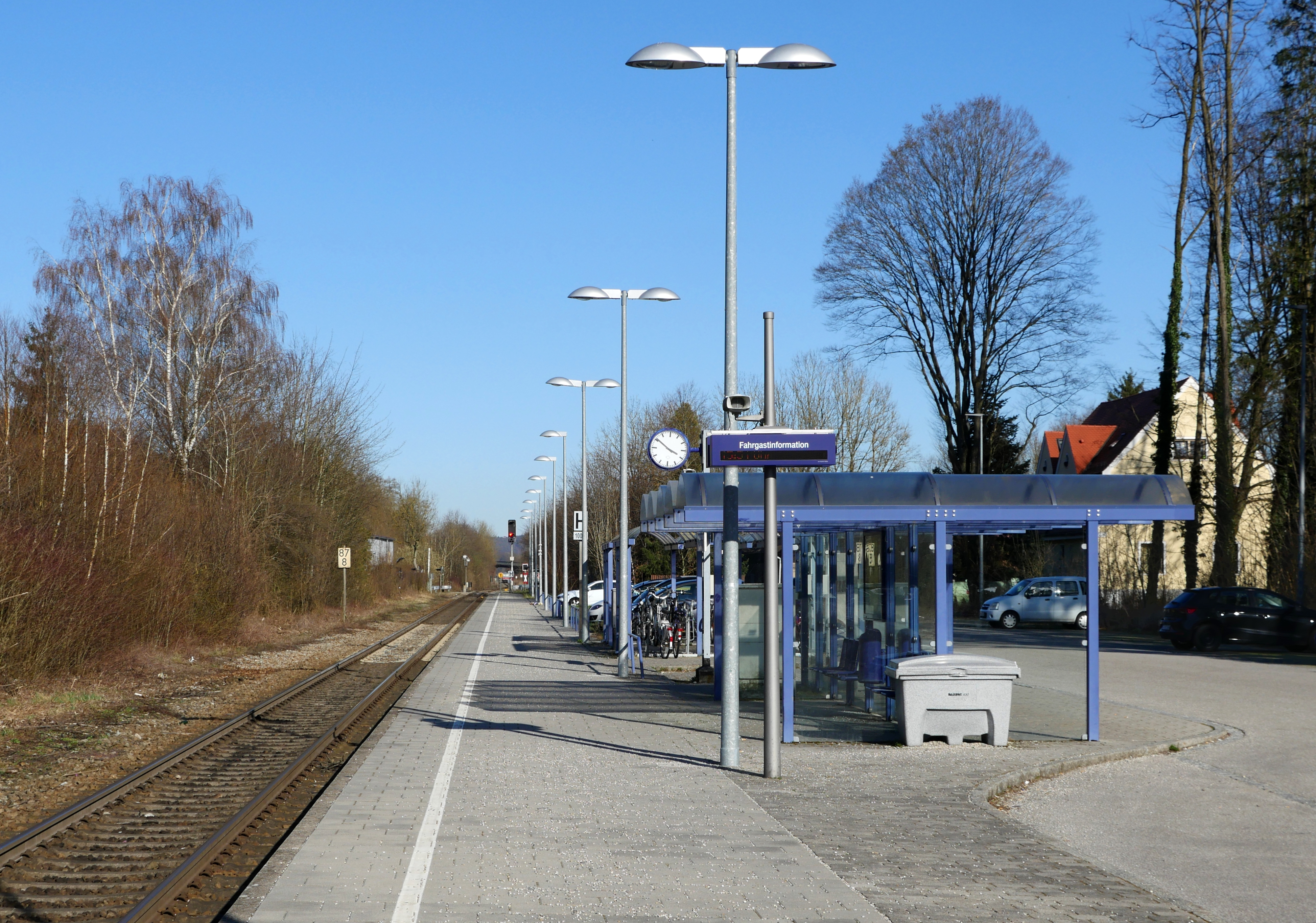
Seitenbahnsteig nach dem Rückbau zum Haltepunkt (2020)

Nach seiner Fertigstellung war der Bahnhof Neuötting mit drei Hauptgleisen ausgestattet. Das durchgehende Hauptgleis lag am Hausbahnsteig; nördlich davon lagen ein 591 Meter langes Ausweichgleis mit Zwischenbahnsteig und ein 434 Meter langes Ausweichgleis ohne Bahnsteig. Südlich der Hauptgleise befand sich die einseitig nach Westen angebundene Ortsgüteranlage, in der je ein Stumpfgleis nach Osten zum Güterschuppen und nach Westen zur Laderampe führte. Das Ortsgütergleis war mit einer Wagendrehscheibe, von der drei kurze Ladestutzen abzweigten, und einer Gleiswaage ausgestattet.
Nach dem Bahnhofsumbau 1900 lag das durchgehende Hauptgleis zwischen den beiden Ausweichgleisen am Zwischenbahnsteig und das südliche Ausweichgleis am Hausbahnsteig. Die Anlagen für den Güterverkehr im Südwesten des Bahnhofs wurden erheblich erweitert: Das Ortsgütergleis war fortan beidseitig angebunden; die verlegte Laderampe befand sich nun östlich des Güterschuppens am östlichen Stumpfgleis, während das westliche Stumpfgleis an einer Ladestraße lag. Zwischen den Hauptgleisen und der Ortsgüteranlage gab es ein zusätzliches Abstellgleis; südlich der Ladestraße befanden sich drei weitere nach Westen angebundene Stumpfgleise, die als Freiladegleise und als Übergabegleise zur Straßenbahn genutzt wurden. Ab 1934 war im Westkopf des Bahnhofs ein Kleinlokschuppen vorhanden, der an die Gütergleise angebunden war.
Nach dem Rückbau zum Haltepunkt ist nur noch ein 236 Meter langer und 36 Zentimeter hoher Seitenbahnsteig am Streckengleis vorhanden.

## Verkehr

### Personenverkehr
Im ersten regulären Fahrplan 1872 hielten in Neuötting täglich zwei Postzugpaare und ein Güterzugpaar mit Personenbeförderung von München nach Simbach sowie ein Schnellzugpaar von Paris nach Wien. Der Schnellzughalt wurde jedoch bereits 1873 wieder aufgegeben. Bis 1895 erhöhten die Bayerischen Staatseisenbahnen das Zugangebot am Bahnhof Neuötting auf fünf Personenzugpaare zwischen München und Simbach. Von 1899 bis 1902 war Neuötting erneut Halt eines Schnellzugpaares von München nach Simbach.
Im Sommerfahrplan 1939 bediente die Deutsche Reichsbahn den Bahnhof mit vier Personenzugpaaren München–Simbach und zwei Zugpaaren Mühldorf–Simbach. Zudem hielt in Neuötting im Sommer 1938 und 1939 ein Eilzugpaar von München nach Bad Aussee.
Nach dem Zweiten Weltkrieg stieg die Zahl der Züge an: Im Fahrplan 1951/52 wurde Neuötting täglich von acht Zugpaaren bedient, von denen vier bis München, die übrigen nur bis Mühldorf fuhren. In den 1960er Jahren stellte die Deutsche Bundesbahn die Durchbindungen nach München ein; im Winterfahrplan 1966/67 hielten an Werktagen acht Zugpaare Mühldorf–Simbach. Ab 1978 hielt in Neuötting wieder ein durchgehendes Eilzugpaar zwischen München und Simbach. Seit 2002 bedient die Südostbayernbahn die Station im Stundentakt mit Regionalbahnen von Mühldorf nach Simbach; zwei Zugpaare sind in der Hauptverkehrszeit bis München durchgebunden.

### Güterverkehr
In den ersten Betriebsjahren führten die Bayerischen Staatseisenbahnen den Güterverkehr in Neuötting mit durchgehenden Eil- und Sammelgüterzügen zwischen München und Simbach durch. Der Bahnhof hatte von Beginn an eine große Bedeutung insbesondere im Stückgut- und Wagenladungsverkehr sowie in der Kohleverladung. Im Betriebsjahr 1884 gingen von Neuötting 9907 Tonnen Güter ab und 9700 Tonnen Güter kamen an, womit er alle anderen Zwischenstationen der Strecke deutlich übertraf. Im Tierversand hatte Neuötting hingegen ein geringeres Aufkommen als die Nachbarbahnhöfe Mühldorf und Marktl. In den Folgejahren stieg der Güterverkehr weiter an; im Betriebsjahr 1896 wurden schließlich 50.406 Tonnen Güter verladen. Mit dem Verkehrsrückgang durch die Eröffnung der Lokalbahn Mühldorf–Burghausen reduzierte sich das Güteraufkommen bis 1899 auf 35.238 Tonnen und blieb damit hinter den Bahnhöfen Mühldorf und Marktl zurück.
Während der Betriebszeit wurden am Bahnhof mehrere private Gleisanschlüsse eingerichtet, die von den Gütergleisen im Südwesten und vom nördlichen Ausweichgleis abzweigten. 1934 stationierte die Deutsche Reichsbahn für die Rangierarbeiten eine eigene Kleinlokomotive im Bahnhof Neuötting. Nach dem Rückbau zur Haltestelle bediente die Deutsche Bundesbahn die verbliebenen Gleisanschlüsse in Neuötting mit Übergabezügen vom Bahnhof Mühldorf aus. Seit der Stilllegung des letzten Gleisanschlusses wird Neuötting im Güterverkehr nicht mehr bedient.